# クレイグ・ブラゼル
クレイグ・ウォルター・ブラゼル（Craig Walter Brazell, 1980年5月10日 - ）は、アメリカ合衆国アラバマ州モンゴメリー出身の元プロ野球選手。現役時代はメジャーリーグベースボールと日本プロ野球 (NPB) でプレーした。愛称は「ブラッズ」(Braz)。
実父（テッド・ウィリアムス・ブラゼル）と父方の祖父（ウォルター・ブラゼル）も元プロ野球選手（マイナーリーガー）であった。

## 経歴

### プロ入り前
ジェファーソン・デービス高校在学時から飛距離のあるバッターで「高校通算130本くらい打った」と豪語する。当時はアメリカンフットボールのクォーターバックも掛け持ちしていたが、試合中にタックルを受けて膝を痛め、野球に専念した。

### プロ入りとメッツ時代
1998年6月2日にMLBドラフト5巡目でニューヨーク・メッツから指名を受け、6月4日に契約を結びプロ入りを果たした。
入団年は、マイナーリーグのルーキー級のチームであるガルフ・コーストリーグ・メッツで13試合に出場して、打率.298・1本塁打・6打点という成績を記録した。一方、守備面では一塁手としての試合出場が主であったが、捕手としても2試合に出場した。プロ入り後に捕手として試合に出場したのは、MLBを含めてもこの2試合だけである。
1999年は、同じくルーキー級キングスポート・メッツでプレー。本塁打こそ約10試合に1本のペースとなる6本塁打に留まったが、59試合の出場でヒットを85本放ち、.385という高打率を残した。
2000年は、A級キャピタルシティ・ボンバーズでプレーし、自身初となる100試合以上（112試合）に出場した。前年に.400近い打率を記録していたが、この年は打率.241・8本塁打・57打点という打撃成績に終わった。
2001年もキャピタルシティでプレーしたが、出場試合数は30試合近く減少し、83試合にしか出場できなかった。しかし、打撃面での成績は、打率.308・19本塁打・72打点と大幅に上昇し、出場試合数が減少したにもかかわらず、多くの部門で前年を上回る数字を残した。
2002年には、アドバンスドA級セントルーシー・メッツに昇格。打率こそ.300には及ばなかったものの、100試合で16本塁打を放ち、2年連続で15本塁打以上をクリア。その後2A級ビンガムトン・メッツでも35試合で6本塁打を放った。この年は、2チーム合計で打率.276・22本塁打・101打点という打撃成績を記録した。
2003年もビンガムトンでプレー。111試合の出場で、打率.292・17本塁打・72打点という成績を残し、シーズン終盤に3A級ノーフォーク・タイズに昇格し12試合に出場した。
2004年は松井稼頭央の故障者リスト入りに伴い、8月17日にメジャーデビュー。この年はメッツで24試合に出場して打率.265・1本塁打・3打点という数字を記録。なお、この年に放った本塁打は、MLBにおけるブラゼルの唯一の本塁打である。一方、マイナーリーグでもタイズで、単独のチームでの試合出場としては自身のマイナーリーグ記録となる123試合に出場。2年ぶりに20本以上の本塁打を放った。
2005年もノーフォークでのプレーとなったが、52試合の出場で打率.249・6本塁打・28打点と結果を残せなかった。オフの10月15日にフリーエージェント (FA) となった。

### ドジャース傘下時代
2006年3月7日にロサンゼルス・ドジャースとマイナー契約を結び、傘下の2A級ジャクソンビル・サンズでプレー。20本塁打と90打点をクリアしたが、一方で打率は.250にさえ届かなかった。オフの10月15にFAとなった。

### ロイヤルズ時代
2006年12月13日にカンザスシティ・ロイヤルズとマイナー契約。
2007年は、3年ぶりとなるMLBでの試合出場を果たしたが、わずか5試合の出場に終わり、放ったヒットも1本だけであった。一方マイナーでは2A級ウィチタ・ラングラーズで7本塁打、3A級オマハ・ロイヤルズで32本塁打を放ち、通算で39本の本塁打を記録し、この年のマイナーリーグ全体の本塁打王となった。

### 西武時代
2007年12月4日に埼玉西武ライオンズへの入団が発表された。推定年俸1億円の1年契約。オリックス・バファローズに移籍したアレックス・カブレラの穴を埋める選手として期待され、背番号もカブレラが着けていた「42」を受け継いだ。真面目な性格で、当時打撃コーチだった大久保博元からたびたびアドバイスを聞くなど、日本球界へ積極的に溶け込もうとする姿勢が見られた。しかし、阪神タイガースで日本球界復帰した時期に、埼玉西武ライオンズ時代に大久保と指導方針などで激しい確執があったことを明かしている。退団についても、大久保がフロントに進言し自由契約になったとブラゼル本人が公言しており、記者の前で「Fuck Dave!!」と啖呵を切ったこともあった。
2008年は開幕から4番を任され、しばらくは不調だったものの、4月に入ると好調に転じて17打点を挙げ、チームの首位浮上に貢献した。5月に入ると打率が.174と急落したが6月に復調し、打率.344・6本塁打・21打点の活躍で、NPB1年目の外国人選手としては2003年のルーズベルト・ブラウン以来の月間MVPを受賞した。この受賞と、来日して以来自宅から西武ドームまで西武鉄道を利用して電車通勤していたことから、7月8日に西武鉄道が実施する「Save the earth」キャンペーンのイメージキャラクターに選ばれた。
しかし、打球方向が右翼に集中する傾向が強く、後半戦以降はブラゼル対策として極端に右翼側に守備が寄る「ブラゼルシフト」が各球団に浸透したこともあり低打率に喘いだ。ブラゼルの成績は徐々に下降し、量産していた本塁打も8月下旬からは1本も打てなくなった。8月22日の対福岡ソフトバンクホークス戦で、空振りしたバットがすっぽ抜け、フェンスを越えて一塁側スタンドに飛び込んで観客が怪我をするという事故が起こり、ブラゼルもこれで右肩を痛め登録抹消となった。復帰後は定位置であった4番を外れ6番で起用されることが多く、スタメンを外れることもあった。9月23日の対東北楽天ゴールデンイーグルス戦で朝井秀樹から背中に、更に10月4日にまたも対楽天戦で木谷寿巳から右側頭部に死球を受けて交代し、日本シリーズの登録枠からも外れてそのまま帰国した。
ヒラム・ボカチカとともに、翌年の契約はクライマックスシリーズと日本シリーズの活躍次第であるとフロントから通告されていたが、結局両シリーズに出場できず、頭部死球による故障から復帰のめども立たなかったことから、11月14日に退団が決まり、11月19日にマット・キニーとともに自由契約公示された。

### 阪神時代
2009年は、ボルチモア・オリオールズとマイナー契約を結びスプリングトレーニングに招待選手として参加したが、開幕前に解雇されメジャー復帰はならなかった。その後は独立リーグであるアメリカン・アソシエーションのセントポール・セインツに入団。開幕から6試合で打率.556・4本塁打・11打点と好調だったところ、打撃不振の新外国人ケビン・メンチの代役を探していた阪神の目に留まり、5月28日に正式契約（シーズン終了までの契約）。背番号は当時空き番だった「67」になった。
西武時代に既に他球団に攻略されていたことから、当初は西武監督の渡辺から阪神での活躍について否定的な発言をされていたが、6月5日に一軍登録されると、同日のオリックスとの交流戦で金子千尋から移籍後初の本塁打を放った。同13日の対千葉ロッテマリーンズ戦で、右脛、左膝、左内腿と3球連続で自打球を当てた（3球目は地面にワンバウンドした球）が、その次の球を本塁打にし、この試合を含む4試合連続本塁打を放った。7月には球団外国人OBのランディ・バースからアドバイスを受けた。この月は本塁打数こそ減ったが安定した成績を残し、8月になるとまた調子を上げた。アメリカ合衆国で長男が生まれた8月26日の対横浜ベイスターズ戦ではプロ野球史上18人目となる1イニング2本塁打を放った。阪神では1982年の掛布雅之以来で、外国人では1969年のウィリー・カークランド以来であった。9月に右膝の肉離れを起こして離脱し、復帰後も怪我の影響で時折スタメンを外れたり、なかなかヒットが出ず怒りを露わにする場面もあったが、打撃は徐々に復調し、10月の対東京ヤクルトスワローズ戦で本塁打を打つなどチームのCS争いを牽引した。結局この年は全試合の半分ほどの出場数だったが、打率290・16本塁打の好成績を残し、全くの期待外れに終わったメンチの穴を埋めた。阪神では主に6番を打ったが、オールスターゲームまでは不振の新井貴浩に代わって5番を担った。この年には途中入団にもかかわらず、タオルやTシャツなどのグッズが製作された。ブラゼル自身の野球道具にも平仮名で名前が書かれていたため、2010年から販売された選手名入りの応援用タオルには、ひらがなで「ぶらぜる67」と印刷されていた。
シーズン終了後10月10日にアメリカへ帰国する際「生涯、阪神で選手を終えるくらいの気持ちでいる」と残留を熱望し、阪神への想いを語った。12月12日、年俸8000万円の1年契約で2010年の契約を結んだ。なお、この年のブラゼルの応援歌は途中入団であったことと、それまでの阪神の外国人選手の大半が期待外れに終わっていたことから固有のものは作られず、汎用曲の「ヒッティングマーチ2番」が使われていた。2010年のシーズン開幕前にブラゼル専用の応援歌と、外国人用の汎用応援歌（この曲も翌年に加入するマット・マートンの専用曲となった）が作られた。
2010年は開幕から好調でマートンと共にチームの打線を牽引した。6月19日の対横浜戦で大家友和から本塁打を打ち、両リーグ1番乗りの20号を記録（同日、読売ジャイアンツの阿部慎之助も記録）。阪神では1990年のラリー・パリッシュ以来5人目であり、ブラゼル自身は西武時代の2008年にも記録しているので、両リーグで記録したのは、阪神在籍の1975年と西武在籍の1983年に記録した田淵幸一以来で、外国人選手では初であった。同月29日の対中日ドラゴンズ戦では3打席連続本塁打を放った。オールスターゲームにも特別枠で選出され、第2戦では本塁打も放った。9月1日の対横浜戦で1986年に記録したバース以来となる助っ人外国人40本塁打を記録し、一時は本塁打王争いのトップに躍り出た。下位に沈んだ広島・横浜との試合には強かったが、上位の中日・巨人戦を苦手にしたため、上位チームとの試合が続いた終盤に調子を崩し、最終的にアレックス・ラミレスに敗れ本塁打王を逃したものの、自己最多の47本塁打で2位となった。2010年の公式戦では、自身が本塁打を打った際、ベンチ前でナインが出迎える時に葛城育郎が必ず列の最後部、その手前には浅井良が立ち、浅井とは一緒に一礼してから両腕をお互いに腰の位置で引き合うポーズ（マスコミなどではブラダンスと称されていた）を、葛城とは両腕を挙げながらブラゼルは左脚、葛城は右脚を挙げるパフォーマンスを行っていた。のちにトラッキーや関本賢太郎も加わるようになったほか、オールスターゲームに出場して本塁打を放った際には久保康友・城島健司・藤川球児といったチームメイトのみならず、巨人のラミレス・阿部、中日の和田一浩も参加していた。シーズン終了後に阪神と2012年までの2年契約（2年目は球団オプション）を結んだ。2011年の年俸は2億円＋出来高で、2012年の年俸は変動制であった。
2011年はこの年から導入された統一球の影響で極端な「投高打低」のシーズンとなる中、ブラゼルも例外ではなく4月は打率.196・本塁打0と大きく出遅れた。シーズン初本塁打を5月4日の対巨人戦で放つと、その後は調子を戻して6月・7月は月間打率が3割を超え、8月20日の対横浜戦では真田裕貴から通算100号本塁打を放った。しかし直後に右大腿二頭筋の筋挫傷で1か月弱戦線離脱し、打率は.282と辛うじて一定の数字を残したが、本塁打は前年の約3分の1となる16本にまで落ち込んだ。このことから残留が微妙という報道も流れたが、約2割減となる年俸1億5600万円で2012年も残留することになった。
2012年は本来捕手である城島が肘や膝の故障の影響でブラゼルと併用の形で一塁に専念することになり、双方の出場機会を増やすためにキャンプから外野手の練習も行った。実際に4月8日と22日の2試合でブラゼルは左翼手、城島は一塁手で同時に先発出場した。また、左翼手で先発出場したオープン戦期間中の3月6日（対ソフトバンク）には、内川聖一の拙守もあって自身初のランニングホームランを記録した（後述）。5月31日の対ロッテ戦では日本で初のサヨナラヒットを放った。5月に城島が故障の悪化で登録抹消されてからは外野手としての起用はなくなったが、前年以上の打撃不振から打率が悪化したことに加え、新井良太の台頭と右肩に不安を抱えていた新井貴浩が一塁手だけでの起用になったことで、7月以降は出場機会が激減し、8月3日には故障以外では初めての二軍落ちとなった。その後再昇格したものの、新井貴浩との二者択一での一塁起用となってスタメン出場は限られて目立った結果も残せず、今後の出場機会がないという理由で9月16日に再度登録抹消され、18日にアメリカに帰国。10月15日に球団から翌年の契約を結ばないことが発表され、10月18日に自由契約公示された。

### ロッテ時代
2013年シーズンは2009年に1週間だけ所属していたセントポール・セインツに復帰しプレーしていたが、同年6月22日、ロッテが獲得を発表した。当時ロッテはジョシュ・ホワイトセルが怪我で離脱したことに伴って長距離打者の補強を目指しており、ロッテ関係者が視察したセインツの試合で満塁本塁打を打っていたことや、すでに日本で実績を残していたことが決め手になった。シーズン終了までの契約で、同月29日に入団発表が行われ背番号は「32」となった。応援歌はホセ・カスティーヨのものを歌詞を変えて流用され（角晃多にも使用されているが、こちらは正式に決められたものではない）、応援時の呼称は阪神時代に引き続き「ブラッズ」とコールされることになった。

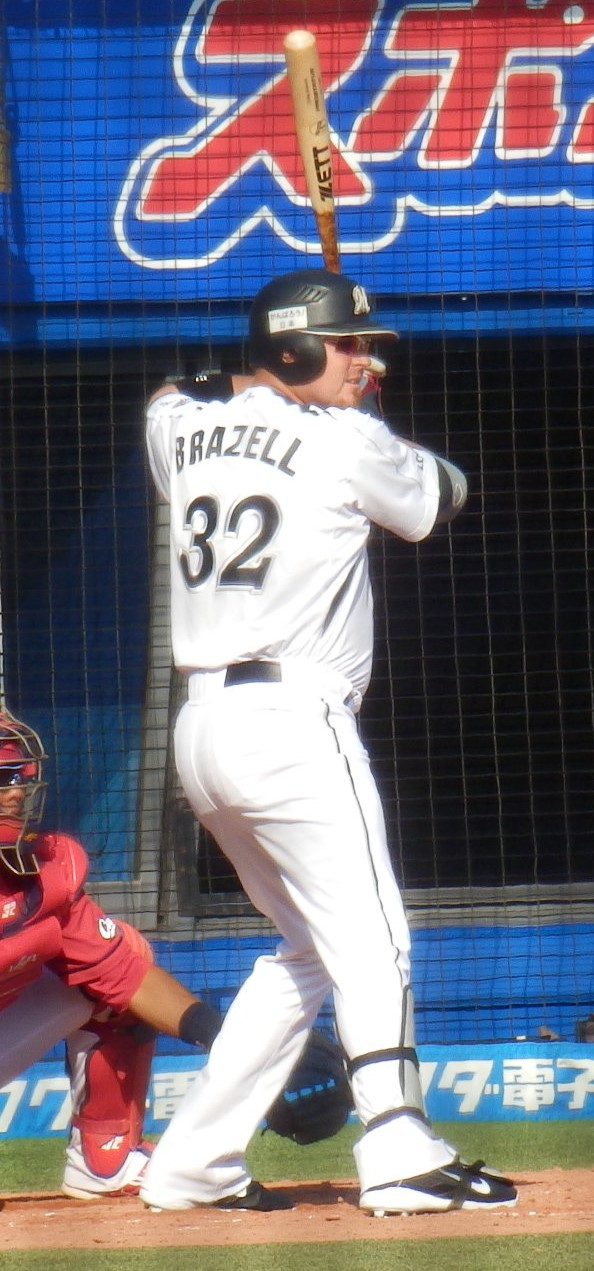
千葉ロッテ時代（2014年6月15日、QVCマリンフィールドにて）

7月9日の対オリックス戦で、5番指名打者のスタメンとして移籍後初出場。この時の相手先発投手は金子千尋で、西武・阪神に続きロッテでも入団して最初の対戦相手が金子となった。7月16日の対ソフトバンク戦では、寺原隼人からライトスタンドへ移籍後第1号本塁打を放った。この年は62試合の出場ながら、前年の12本とほぼ同じ11本塁打を記録した。この年優勝を決めた楽天とのクライマックスシリーズでは第2戦で決勝ホームランを放ったが、その後チームは連敗し敗退。
2014年は開幕戦のスタメンを外れた。一塁手には井口資仁が前年同様起用され、4番指名打者にはルーキーの井上晴哉が起用されたためである。7月14日の対ソフトバンク戦でジェイソン・スタンリッジから頭部に死球を受けて途中交代し、翌15日に登録を抹消され、7月30日に鼠蹊ヘルニア手術のためアメリカに帰国した。結局シーズン中に復帰することはなく、この年はレギュラーで出場する機会が与えられず、35試合の出場で.276・4本塁打・14打点にとどまった。10月31日に球団から翌年の契約を結ばないことが発表された。12月2日、自由契約公示された。
ロッテからの自由契約を受けてアメリカへ帰国してからは、どの球団にも所属せず、2015年8月に現役引退を発表した。

### 現役引退後
3人の息子を育てながら、自宅のあるアラバマ州で妻が手がけるピラティススタジオの経営を手伝っている。
2024年4月、日本プロ野球外国人OB選手会の招待で10年振りに日本を訪問。4月19日には甲子園球場で阪神対中日戦のファーストピッチセレモニーに登場したほか、翌20日には球場の所在する兵庫県西宮市内で阪神時代のチームメイトである矢野燿大とトークショーに臨んだ。

## プレースタイル
打撃ではパワーを持ち味とし、西武時代に故障でファーム調整していた際に西武第二球場に隣接する室内練習場で打撃練習をしていたところ、飛距離150メートル越えの大飛球を連発し球場の窓を破壊、また2008年6月27日に埼玉県営大宮公園野球場で行われた対ロッテ戦ではNACK5スタジアム大宮のピッチまで届く場外ホームランを放った。西武時代は右方向に極端に引っ張った打球が多く、また、内角に弱点があったが、阪神移籍後は当時打撃コーチであった和田豊の指導により、引っ張りだけでなく逆方向へもホームランを放つケースが増え、どのコースにも対応できる柔軟さを身に付けた。また、不利なカウントに追い込まれるとグリップを余す打撃スタイルへ切り替えられる柔軟な思考により、巧みなバットコントロールを生かし左方向への軽打を見せることもできた。初球から積極的に振っていくスタイルで四球は少なく、2008年は521打席で30個、2009年は295打席でわずか8つであった。左投手には日本での通算打率.243と苦戦しているが、右投手に対しては打率.288と強さを発揮し、特に2010年は47本塁打中の36本塁打を右投手から放った。
ブラゼルが西武に在籍していた2008年当時の楽天監督だった野村克也は、ブラゼル攻略法として「右投手であれば膝下にスライダーを落としておけば間違いなく三振する」と選手に話して実践させていた。そのため、ある試合で田中将大・嶋基宏のバッテリーが、不用意にストレートを選択して、ブラゼルに特大の本塁打を打たれた時には、野村は思わず怒鳴り倒した。このように西武在籍時に弱点が明らかにされていたにもかかわらず、阪神在籍時の2010年に47本塁打・117打点の好成績を残すことができたのは、膝下に落とされるスライダー対策として、膝の下にひもを張って、それより下のボールには手を出さない練習をするといった努力があった。
守備では守備範囲は狭いがグラブ捌きは巧みで、ショートバウンドの送球をうまくすくい上げる技術を備えていたほか、バントシフトで一塁から猛チャージをかける一面も見せた。2010年のセ・リーグゴールデングラブ賞一塁手部門はNPB史上初の該当者なしだったが、最多得票を集めたのはブラゼルであった（該当者なし：140票、ブラゼル：86票、総得票数：260票。該当者なしが総得票数の過半数を超えていたため、ブラゼルの受賞とはならなかった）。
走塁では前述の高校時代のアメリカンフットボールの事故により、左膝に古傷を抱えていたこともあって一塁到達は5秒台中盤と足が遅く、チームがリードしている時には代走を送られることが多かったが、2012年3月6日のソフトバンク（福岡Yahoo! JAPANドーム）とのオープン戦では中堅手の内川聖一が打球処理を誤ってボールを蹴り飛ばしたため、ランニングホームランを記録した。

## 家族
実父のテッド・ウィリアムス・ブラゼルは元マイナーリーガーで、現役時代にはデトロイト・タイガースへ8年間在籍。メジャーリーグへの昇格までには至らなかったものの、引退後はマイナーリーグのチームで6年間監督を務めていた。さらに、父方の祖父に当たるウォルター・ブラゼルも、第二次世界大戦の前にニューヨーク・ジャイアンツ傘下のマイナーチームに所属していた。実家には自身（クレイグ）を含めた3人がプロ入りの際に署名した契約書が飾られている。また、「ウォルター」という祖父の名前は、クレイグのミドルネームの由来にもなっている。
ウォルターは、第二次世界大戦中の従軍などを経て、2006年に87歳で死去。パールハーバー（アメリカ合衆国のハワイ州）で軍務に就いていた1941年12月には、真珠湾攻撃で重度の火傷を負っていた。ウォルターがメジャーリーグへ昇格しないままプロ野球を退いたのは、この火傷が自身の皮膚の総面積の85％に及んでいたことによる。クレイグによれば「祖父（ウォルター）が日本のことを好きでなかったのは確か」とのことだが、実際には「アメリカと日本が手を合わせる時がいつか訪れる」とも語っていて、クレイグが西武からのオファーをきっかけに日本行きを決断した背景にはこの言葉が念頭にあった。
クレイグは、日本でプレーしていた期間中に3人の男児を授かっている。阪神在籍中の2009年8月25日にアメリカで誕生した長男には、自身が当時本塁打を放つたびに歩くような速さでダイヤモンドを一周していたことから、英語で「小走り」を意味する「Trot」（トロット）と命名。クレイグが長男誕生の一報を受けたのは、1イニング2本塁打を記録した26日（日本時間）の対横浜戦の5回表で、1本目の本塁打を放った後に横浜スタジアムのダッグアウトで知らされた。また、次男には甲子園球場にちなんで、「Koshien」というミドルネームを付けている。

## 人物
大の牛丼好きであり、オフでアメリカに帰国した際に「ニューヨークの吉野家を訪れた」という画像をインターネットで公開するほど入れ込んでいた。日本とアメリカ合衆国で牛丼を食べ比べたブラゼルは「牛丼を語れるプロ野球選手」として「日本のほうが美味しい」と答えている。また、その影響もあり、ロッテ時代には「ブラゼルパワースタミナ牛丼」が発売された。2024年に日本を訪れた際には、コロワ甲子園1階にある吉野家にも立ち寄っている。

### 退場処分
2010年9月9日対中日戦の10回裏、1アウト満塁の場面で、打者の浅井良が放ったショートライナーで1塁走者のブラゼルは飛び出し、帰塁したがアウトとなった。ブラゼルはこの判定に激昂し、塁審の眞鍋勝已に暴言を吐いて退場処分となった。この時点で阪神はベンチにいた野手を全員使い切っていたため、中継ぎ投手の西村憲が外野守備に就く事態になった。
また2012年4月11日の対広島戦では、5回表に広島の先発福井優也が内角に投じた3球目がブラゼルの膝元を通った。これを避けた後で福井と目が合い、「睨んできた」とブラゼルが激高して両軍選手が乱闘となった。一度は収まったが、打席に向かおうとした際に広島ベンチからのヤジに怒りが爆発し、今度は広島ベンチに喰ってかかり再び乱闘になり、ブラゼルも挑発行為で退場処分を受けた。相手ベンチへの挑発行為による退場は唯一の事例である。

## 詳細情報

### 年度別打撃成績
| 年 度    | 球 団    | 試 合 | 打 席 | 打 数 | 得 点 | 安 打 | 二 塁 打 | 三 塁 打 | 本 塁 打 | 塁 打 | 打 点 | 盗 塁 | 盗 塁 死 | 犠 打 | 犠 飛 | 四 球 | 敬 遠 | 死 球 | 三 振 | 併 殺 打 | 打 率 | 出 塁 率 | 長 打 率 | O P S |
| -------- | -------- | ----- | ----- | ----- | ----- | ----- | -------- | -------- | -------- | ----- | ----- | ----- | -------- | ----- | ----- | ----- | ----- | ----- | ----- | -------- | ----- | -------- | -------- | ----- |
| 2004     | NYM      | 24    | 35    | 34    | 3     | 9     | 2        | 0        | 1        | 14    | 3     | 0     | 0        | 0     | 0     | 1     | 0     | 0     | 7     | 1        | .265  | .286     | .412     | .698  |
| 2007     | KC       | 5     | 5     | 4     | 1     | 1     | 0        | 0        | 0        | 1     | 0     | 0     | 0        | 0     | 0     | 1     | 0     | 0     | 1     | 0        | .250  | .400     | .250     | .650  |
| 2008     | 西武     | 130   | 521   | 471   | 59    | 110   | 19       | 0        | 27       | 210   | 87    | 0     | 0        | 0     | 7     | 30    | 0     | 13    | 139   | 11       | .234  | .294     | .446     | .740  |
| 2009     | 阪神     | 82    | 295   | 285   | 29    | 83    | 14       | 0        | 16       | 145   | 49    | 0     | 1        | 0     | 2     | 8     | 2     | 0     | 66    | 13       | .291  | .308     | .509     | .817  |
| 2010     | 阪神     | 143   | 601   | 564   | 82    | 167   | 15       | 0        | 47       | 323   | 117   | 1     | 0        | 0     | 6     | 25    | 0     | 6     | 153   | 14       | .296  | .329     | .573     | .902  |
| 2011     | 阪神     | 120   | 456   | 422   | 33    | 119   | 21       | 0        | 16       | 188   | 69    | 0     | 1        | 0     | 6     | 21    | 1     | 7     | 71    | 15       | .282  | .322     | .445     | .767  |
| 2012     | 阪神     | 98    | 295   | 275   | 21    | 64    | 11       | 0        | 12       | 111   | 43    | 0     | 0        | 0     | 0     | 18    | 0     | 2     | 72    | 16       | .233  | .285     | .404     | .688  |
| 2013     | ロッテ   | 62    | 201   | 185   | 20    | 49    | 6        | 0        | 11       | 88    | 33    | 0     | 0        | 0     | 4     | 10    | 1     | 2     | 45    | 6        | .265  | .303     | .476     | .785  |
| 2014     | ロッテ   | 35    | 91    | 76    | 8     | 21    | 5        | 0        | 4        | 38    | 14    | 0     | 0        | 0     | 0     | 14    | 1     | 1     | 18    | 2        | .276  | .396     | .500     | .896  |
| MLB：2年 | MLB：2年 | 29    | 40    | 38    | 4     | 10    | 2        | 0        | 1        | 15    | 3     | 0     | 0        | 0     | 0     | 2     | 0     | 0     | 8     | 1        | .263  | .300     | .395     | .695  |
| NPB：7年 | NPB：7年 | 670   | 2460  | 2278  | 252   | 613   | 91       | 0        | 133      | 1103  | 412   | 1     | 2        | 0     | 25    | 126   | 5     | 31    | 564   | 77       | .269  | .316     | .484     | .800  |

### 年度別守備成績
| 年 度    | 球 団    | 一塁（1B） | 一塁（1B） | 一塁（1B） | 一塁（1B） | 一塁（1B） | 一塁（1B） |
| 年 度    | 球 団    | 試 合      | 刺 殺      | 補 殺      | 失 策      | 併 殺      | 守 備 率   |
| -------- | -------- | ---------- | ---------- | ---------- | ---------- | ---------- | ---------- |
| 2004     | NYM      | 7          | 34         | 4          | 1          | 1          | .974       |
| 2007     | KCR      | 1          | 7          | 0          | 0          | 2          | 1.000      |
| 2008     | 西武     | 80         | 585        | 46         | 8          | 47         | .987       |
| 2009     | 阪神     | 75         | 655        | 35         | 9          | 49         | .987       |
| 2010     | 阪神     | 143        | 1140       | 82         | 8          | 114        | .993       |
| 2011     | 阪神     | 118        | 933        | 55         | 2          | 71         | .998       |
| 2012     | 阪神     | 74         | 575        | 24         | 1          | 27         | .998       |
| 2013     | ロッテ   | 1          | 0          | 0          | 0          | 0          | .---       |
| 2014     | ロッテ   | 1          | 9          | 0          | 0          | 1          | 1.000      |
| MLB：2年 | MLB：2年 | 8          | 41         | 4          | 1          | 3          | .978       |
| NPB：7年 | NPB：7年 | 492        | 3897       | 242        | 28         | 309        | .993       |

### 表彰
- ベストナイン：1回（2010年）
- 月間MVP：1回（2008年6月）

### 記録
NPB初記録
- 初出場・初先発出場：2008年3月20日、対オリックス・バファローズ1回戦（西武ドーム）、4番・一塁手で先発出場
- 初打席：同上、1回裏に金子千尋の前に空振り三振
- 初安打：2008年3月22日、対オリックス・バファローズ2回戦（西武ドーム）、6回裏に中山慎也から右前安打
- 初本塁打・初打点：2008年3月26日、対北海道日本ハムファイターズ2回戦（札幌ドーム）、5回表に吉川光夫から右越3ラン
- 初盗塁：2010年7月20日、対広島東洋カープ11回戦（阪神甲子園球場）、4回裏に二盗（投手：齊藤悠葵、捕手：倉義和）

その他の記録
- 100本塁打：2011年8月20日、対横浜ベイスターズ15回戦（横浜スタジアム）、8回表に真田裕貴から右中間へソロ ※史上263人目
- オールスターゲーム出場：1回（2010年）
- 1イニング2本塁打：2009年8月26日、対横浜ベイスターズ17回戦（横浜スタジアム）、5回表にレス・ウォーランドから中越ソロ、高崎健太郎から右中間へ3ラン ※史上18人目（20度目）

### 背番号
- 9（2004年）
- 39（2007年）
- 42（2008年）
- 67（2009年途中 - 2012年）
- 32（2013年途中 - 2014年）

### 登場曲
- 「If Heaven Ain't a Lot Like Dixie」Hank Williams Jr.（英語版）（2008年 - ）